# Río Kelkit
El río Kelkit (en turco: Kelkit Irmağı o Kelkit Çayı), es un río en la región del Mar Negro de Turquía. Es el afluente más largo del río Yeşilırmak. 
Su nombre deriva del armenio Gayl get (en armenio: Գայլ գետ, 'río lobo', Kayl ked en la pronunciación armenia occidental). Su nombre griego es Lykos (en griego: Λύκος), que también significa "lobo" y latinizado como Lycus. En la Antigüedad también se le conocía como Lycos del Ponto. (en griego: Λύκος, "lobo").
Nace en la provincia de Gümüşhane y atraviesa las provincias de Provincia de Erzincan|Erzincan]], Giresun, Sivas y Tokat antes de desembocar en el Yeşilırmak (el río Iris en la Antigüedad, Ίριςen) el moderno pueblo de Kızılçubuk, cerca del lugar de la antigua ciudad de Eupatoria. El Kelkit sigue la falla anatólica septentrional durante unos 150 km desde Suşehri hasta Resadiye y Niksar.
En época helenística, una importante vía de este a oeste que seguía el valle de Kelkit conducía desde Armenia Menor a Bitinia.

## Phanaroea
El valle de los últimos 40 km del Kelkit es la llanura de Erbaa (Erbaa Ovasi), que era conocida en la Antigüedad como Phanaroea.